# Canepa
Canepa és un nucli de població de l'Uruguai, ubicat al sud del departament de Lavalleja, limítrof amb Maldonado. Té una població aproximada de 77 habitants, segons les dades del cens del 2004.
Es troba a 268 metres sobre el nivell del mar.